# Massacre d'Adrianòpolis
La massacre d'Adrianòpolis de 1305 fou un combat entre romans d'Orient i alans i uns 300 catalans que van ser traïdorament massacrats.
L'abril de 1305 Roger de Flor, comandant de la Companyia Catalana, va decidir visitar l'emperador al seu camp d'Adrianòpolis. Allí havien estat cridats també els alans, que el 1304 s'havien separat dels catalans (després d'un enfrontament entre alans i catalans a Cízic que havia costat la vida a 300 alans entre els quals el fill de Jordi, el seu cap) i havien estat enviats uns mesos a la frontera búlgara. En arribar al campament Roger de Flor va poder ser assassinat impunement per Jordi, el cap alà, en revenja per la mort del seu fill; els 300 catalans que acompanyaven a Roger foren massacrats. En saber-se la notícia al campament català a Gal·lípoli es va clamar venjança i després de saquejar el camí fins a Tràcia, poc més de dos mil cavallers catalans van enfrontar a 14.000 cavallers grecs i alans i a milers d'infants, i els van aplanar a la batalla d'Apros (juliol).